# Semeni, Ungheni
Semeni este un sat din cadrul comunei Zagarancea, raionul Ungheni. Satul are o suprafață de circa 3,88 kilometri pătrați, cu un perimetru de 18,40 km. Localitatea se află la distanța de 6 km de orașul Ungheni și la 117 km de Chișinău. Satul Semeni a fost menționat documentar în anul 1490.
Prima atestare documentară a satului datează din anul 1490, când era cunoscut sub denumirea de Bogdănești. Ulterior, denumirea a fost schimbată în Semeni, un toponim derivat din cuvântul "seimeni" (din turcă "seğmen" sau "seymen"), care se referea la soldații ce formau armata plătită a domnitorului
Un punct de interes istoric în Semeni este complexul de cult preistoric cunoscut sub numele de "Masa lui Petru cel Mare" sau "Masa turcilor" ulterior "Zamca". Acesta constă într-o suprafață plană înconjurată de un șanț cu diametrul de aproximativ 60 de metri, lățimea de circa 27 de metri și adâncimea de aproximativ 3 metri. Legenda locală susține că aici s-ar fi întâlnit domnitorul moldovean Dimitrie Cantemir cu țarul rus Petru I în vara anului 1711, în timpul campaniei de la Prut. În anul 2006, a fost ridicat un monument din piatră de Cosăuți, cu o înălțime de trei metri, având inscripția: "Locul de întâlnire a domnitorului Moldovei Dimitrie Cantemir cu țarul rus Petru I. 16 iulie 1711". Monumentul a fost realizat de sculptorul Ion Zderciuc, originar din municipiul Ungheni